# Gustavsbergs IF
Gustavsbergs IF är en idrottsförening från orten Gustavsberg i Värmdö kommun i Sverige. Gustavsbergs IF bildades 1906 och är mest känd för sina framgångar i bandy för herrar. 

## Bandy
Bandylaget (Gustavsbergs IF/BK) spelar sina hemmamatcher på Ekvallen och har spelat i Allsvenskan. Men säsongen 2010/11 hamnade herrlaget näst sist i serien och flyttades ner till division 1. Samtidigt lyckades damhandbollslaget kvala till Allsvenskan.
Gustavsberg IF BK har även ett "farmarlag" som spelar i Division 1 som heter BK Berget.

## Fotboll
Gustavsbergs IF Fotbollsklubb har sin hemmaarena på Farstaborgs IP dessutom använder verksamheten Ösby BP och Munkmora BP. GIF FK har ca: 900 medlemmar och 23 lag i nov. 2023. På vinterhalvåret tränar många av lagen i Värmdö kommuns inomhushallar och några lag spelar Futsal. 
Fotbollen, tillsammans med bandyn, har funnits sedan starten 1906 men den 15 november 2005 beslutades att alla sektioner i Gustavsbergs IF skulle bilda egna föreningar. Föreningen Gustavsbergs IF Fotbollsklubb har funnits sedan 2006.

## Handboll
Damlaget i handboll hade en svit på 68 matcher utan förlust i seriespel innan de förlorade mot Skånela IF i division 1. På hemmaplan är segersviten obruten till och med december 2010, med 38 raka hemmasegrar.
I mars 2011 vann damlaget division 1 östra mot Lidingö SK med 25 - 24. De hade även en svit på 42 vunna hemmamatcher.

## Ishockey
Gustavsbergs IF hade en ishockeysektion som var verksam fram till 1975, då den sammanslogs med Värmdö IF i Värmdö HC.